# Honczary (gmina)
Honczary (1919 Konczary) – dawna gmina wiejska istniejąca do 1929 roku w województwie nowogródzkim w Polsce (obecnie na Białorusi). Siedzibą gminy była wieś Honczary (307 mieszk. w 1921 roku).
W okresie międzywojennym gmina Honczary należała do powiatu lidzkiego w woj. nowogródzkim. Gminę Honczary zniesiono 11 kwietnia 1929 roku, a jej obszar włączono do gmin Bielica, Lida, Dokudowo i Tarnowo.